# الإقطاعية في باكستان
الإقطاعية في باكستان عادة ما تشير إلى قوة وتأثير الأسر الكبيرة المالكة للأراضي، ولا سيما من خلال العقارات الكبيرة جدًا وخاصة في المناطق النائية. تم استخدام صفة «إقطاعي» في سياق باكستان للإشارة إلى «مجموعة صغيرة نسبيًا من ملاك الأراضي الناشطين سياسيًا والأقوياء». يشير «الموقف الإقطاعي» إلى «مزيج من الغطرسة والاستحقاق». وفقًا للمعهد الباكستاني للتعليم والبحوث العمالية: تمتلك خمسة بالمائة من الأسر الزراعية في باكستان ما يقرب من ثلثي الأراضي الزراعية في باكستان.
قد تمتلك العائلات المشتركة الكبيرة في باكستان مئات أو حتى «آلاف الأفدنة» من الأرضي، بينما تساهم بشكل ضئيل أو معدوم في الإنتاج الزراعي، والذي يتعامل معه «الفلاحون أو المستأجرون الذين يعيشون على مستوى الكفاف». قد تستند سلطة المالك إلى السيطرة على السكان المحليين من خلال عبودية الديون التي تنتقل «جيلًا بعد جيل»، والسلطة على «توزيع المياه والأسمدة وتصاريح الجرارات والائتمان الزراعي»، والتي بدورها تمنحهم التأثير على «الإيرادات والشرطة والإدارة القضائية» للحكومة المحلية. في الآونة الأخيرة كان الإقطاع «القاسي» موجودًا بشكل خاص في ريف السند وبلوشستان وبعض أجزاء جنوب البنجاب. امتد نفوذ الأسر الإقطاعية إلى الشؤون الوطنية من خلال البيروقراطية الحكومية والقوات المسلحة والطبقة السياسية الباكستانية. تم تسمية «الأحزاب السياسية الرئيسية» في باكستان بأنها «ذات توجه إقطاعي»، واعتبارًا من عام 2007 كان إقطاعيون يشغلون أكثر من ثلثي أعضاء الجمعية الوطنية (مجلس النواب) ومعظم المناصب التنفيذية الرئيسية في المقاطعات، بحسب الباحث شريف شجاع.
بعض العائلات البارزة في باكستان تتكون من راجبوت وميان ونواب وخان ونوابزاداس ومانسابدار وأربابس وجاتس ومخدومس وسردار. تفسيرات لسلطة الأسر «الإقطاعية» المالكة للأراضي والتي تضاءلت في مجتمعات ما بعد الاستعمار الأخرى مثل الهند واليابان وتشمل الافتقار إلى الإصلاح الزراعي في باكستان.

## النقد والتحليل
اشتكى منتقدو الإقطاع من «ثقافة الإفلات الإقطاعي من العقاب»، حيث ترفض الشرطة المحلية متابعة التهم ضد عائلة مالكة للأراضي ذات نفوذ حتى عند ارتكاب القتل أو الفوضى، من إساءة استخدام السلطة من قبل بعض الملاك الذين قد يضع الأعداء في «سجون خاصة» و «استعباد» السكان المحليين من خلال عبودية الديون، وإلحاق الضرر بـ التقدم والازدهار من قبل الإقطاعيين الذين يثبطون تعليم رعاياهم خوفًا من أن يؤدي ذلك إلى إضعاف السلطة الإقطاعية، وإعطاء مساحة» للمتطرفين الذين يلجأ إليهم الفلاحون بحثًا عن الخلاص من قسوة السادة الإقطاعيين، وقطاع الزراعة الذي أصابه الركود بسبب الملاكين الغائبين.
اشتكى آخرون من أن باكستان قد طورت تركيزًا على الإقطاع، وأنها أصبحت كبش فداء لمشاكل باكستان، كثيرًا ما يتم استنكارها ولكن لم يتم دراستها بجدية، أو أنها غير موجودة لأن جنوب آسيا لم تطور أبدًا بتركيزات كبيرة من ملكية الأراضي أو الطبقة الإقطاعية، وما يسمى الإقطاعي في باكستان هو مجرد «طبقة نبلاء ريفية»، وهم شركاء صغار لأولئك الذين يملكون السلطة.

## التاريخ

### في باكستان المستقلة
ما يقرب من نصف الناتج المحلي الإجمالي لباكستان ومعظم عائدات التصدير مستمدة من القطاع الزراعي، الذي تسيطر عليه بضعة آلاف من الأسر الإقطاعية. مع هذا التركيز للقوة الاقتصادية لديهم أيضًا قوة سياسية كبيرة. سيطر ملاك الأراضي الإقطاعيون على قيادة الرابطة الإسلامية الباكستانية والحزب السياسي الذي أسس باكستان في عام 1947، وذلك بشكل أساسي من قبل مالكي الأراضي الإقطاعيين مثل راجبوت وميان ونواب وخان ونوابزاداس ومانسابدار وأربابس وجاتس ومخدومس وسردار. وكان الاستثناء الوحيد هي عائلة جناح.
خلال الخمسينيات والستينيات احتفظت العائلات الإقطاعية بالسيطرة على الشؤون الوطنية من خلال البيروقراطية والجيش. في وقت لاحق في عام 1971 استولوا على السلطة المباشرة (كان علي بوتو من عائلة كبيرة جدًا من ملاك الأراضي) واحتفظوا بها حتى استعاد الجيش السلطة. اعتبارًا من عام 2009 كان رئيس الوزراء يوسف رضا جيلاني مالكًا رئيسيًا للأراضي من جنوب البنجاب (ملتان) ومن عائلة سياسية طويلة الأمد. كان الرئيس زرداري من كبار ملاك الأراضي من السند. شاه محمود قريشي يشار إليه أيضًا بأنه رب إقطاعي من ملتان ويتبع أيضًا كقديس ديني. وهكذا سيطر ملاك الأراضي الكبار على السياسة الباكستانية منذ إنشاء البلاد.